# 苏州科技大学
苏州科技大学由苏州城市建设环境保护学院和苏州铁道师范学院于2001年9月合并而成，是一所以工为主，工、理、文、管协调发展的多科性学院。现有石湖、江枫、天平等三个校区。学院本部为石湖校区，现址位于中國江苏省苏州市高新区科锐路1号。

## 现状
学校目前有44个本科专业，覆盖工、理、人文、商、社会和农等6大学科门类，各类在校生20000多人（其中全日制本科生15000多人、硕士研究生316人）。学校现有教职工1645人，硕士学位以上专任教师472人。教师中有全国优秀教师1人，博士生导师5人，硕士生导师78人。
2015年9月10日，根据《教育部关于“十二五”期间高等学校设置工作的意见》的部署和要求，2015年审批设置中东部地区本科学校，同时审批部分独立学院转设为独立设置民办本科学校。根据《高等教育法》、《普通高等学校设置暂行条例》和《普通本科学校设置暂行规定》的有关规定，苏州科技学院拟更名为苏州科技大学事项，被列入教育部专家考察高校名单进行公示。
2016年3月1日教育部批准苏州科技学院更名为苏州科技大学。
2016年3月21日，江苏省人民政府发布了《省政府关于苏州科技学院更名为苏州科技大学的通知》（苏政发[2016]40号）。通知中称：为深化高等教育综合改革，加快高水平有特色大学建设步伐，进一步增强学校竞争力和影响力，经省人民政府研究并报教育部批准，决定将苏州科技学院更名为苏州科技大学，同时撤销苏州科技学院建制。苏州科技大学系省属多科性本科学校，以本科教育为主，承担研究生培养任务。该校参与举办的独立学院苏州科技学院天平学院，同时更名为苏州科技大学天平学院。

## 历史
苏州科技大学前身是由原建设部直属高校苏州城建环保学院与原铁道部直属高校苏州铁道师范学院于2001年9月合并组建的苏州科技学院，2016年3月经教育部批准更名为苏州科技大学。